# 巴尔的摩太阳报
《巴尔的摩太阳报》（英語：The Baltimore Sun）是美国马里兰州发行量最大的主流日报，提供当地和区域性的新闻信息。《太阳报》由印刷工阿如纳·谢珀逊·阿贝尔（Arunah Shepherdson Abell）及其两名助理于1837年5月17日首度发行。阿贝尔家族此后一直控制着该报，直到1910年，布莱克家族获得了足以控制该报的股权。1986年，该报被卖给洛杉矶的时代—镜报公司（Times-Mirror Company）。同一周，《太阳报》的竞争对手，赫斯特国际集团旗下的《巴尔的摩新闻》（Baltimore News-American）宣布停刊。作为美国传统报业一员的《太阳报》，日后也遇到了一系列挫折，包括读者群流失，采编团队缩编，以及新发行的免费日报《巴尔的摩检验者报》（The Baltimore Examiner，已停刊）的竞争。2000年，时代—镜报公司被芝加哥论坛报业公司（Tribune Company）收购。
2005年9月19日，《巴尔的摩太阳报》换用新的版面设计。之后又在2008年4月24日再次改版。2009年4月29日，论坛报业公司宣布，《太阳报》的新闻采编室将会进行裁员，205名雇员中有61人将被解职。
《巴尔的摩太阳报》是巴尔的摩太阳媒体集团（Baltimore Sun Media Group）的一部分，该媒体集团还出版免费日报《b》和超过30种巴尔的摩都会社区报纸、杂志及网站。媒体集团覆盖多达一百万巴尔的摩读者，是该地区最大的新闻来源。

## 版本
尽管《太阳报》目前只有晨报，但是多年以前它曾经有两个不同的版本——晨报《太阳报》（The Sun）和晚报《太阳晚报》（The Evening Sun），两个版本的报纸都有各自的采编团队。《太阳晚报》最初于1910年出版。随着20世纪八九十年代全国范围的晚报衰亡，《太阳晚报》也于1995年9月15日停刊。

### 平日版
《巴尔的摩太阳报》平日的栏目现在以及下降到3个：新闻，体育，以及有时会出现的特版“你”。其他日子裡，体育版背面往往登载的是漫画、占星和电视节目表。在新闻版面裡能看到一些商业新闻以及评论。

### 周末版
《太阳周末》多年来以刊登马里兰州杂志图片的画报版面而闻名，该版面主要展现例如摄影师奥布瑞·博迪尼（A. Aubrey Bodine）的作品。《太阳周末》最终放弃了马里兰州杂志，取而代之的是《Parade》。

### 网站
其官方网站于1996年9月开通，2009年6月重新改版。每月都有大约350万访客浏览该网站上的3660万网页。

## 设施

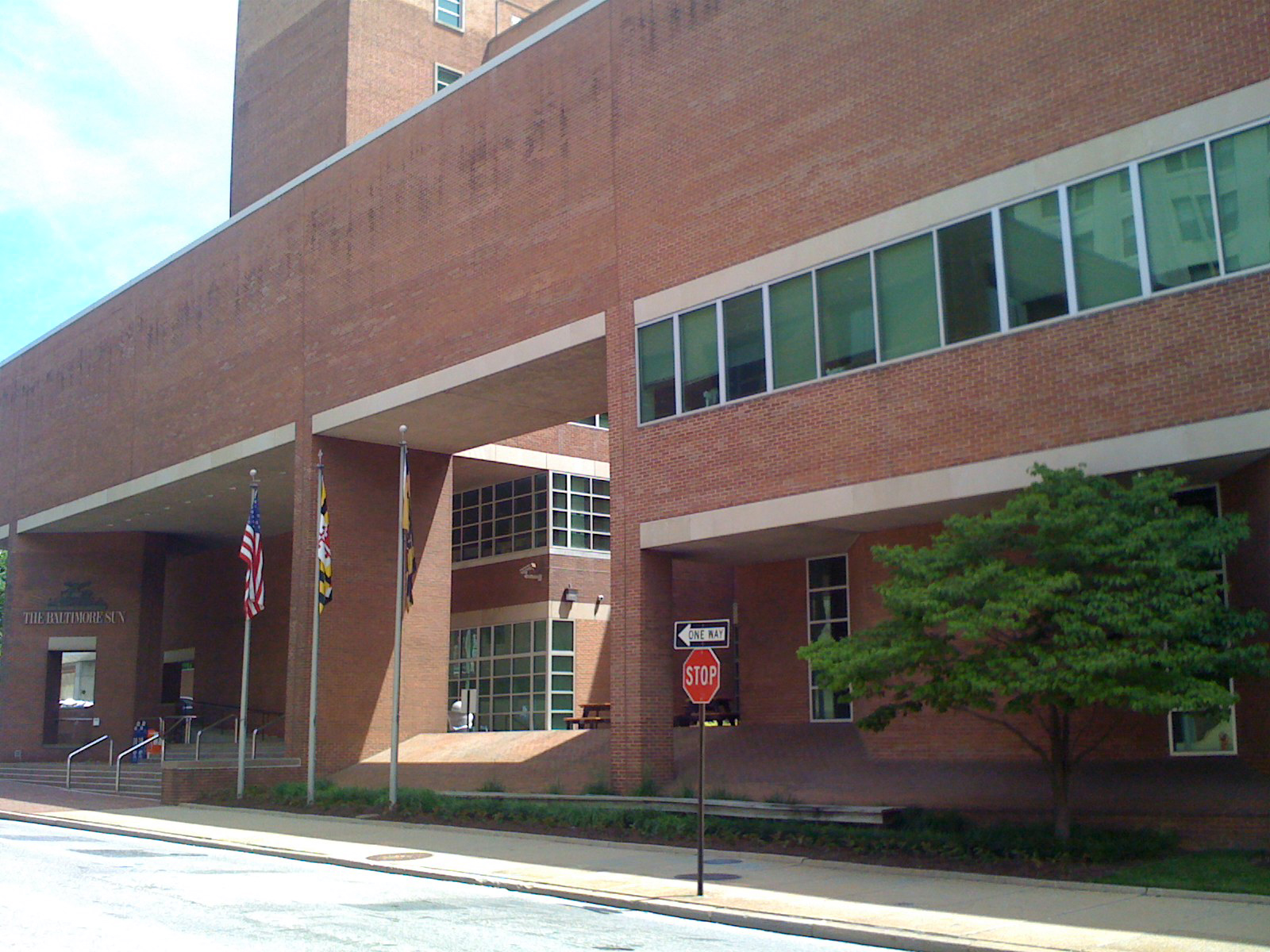
北卡佛特街（North Calvert Street）《巴尔的摩太阳报》总部

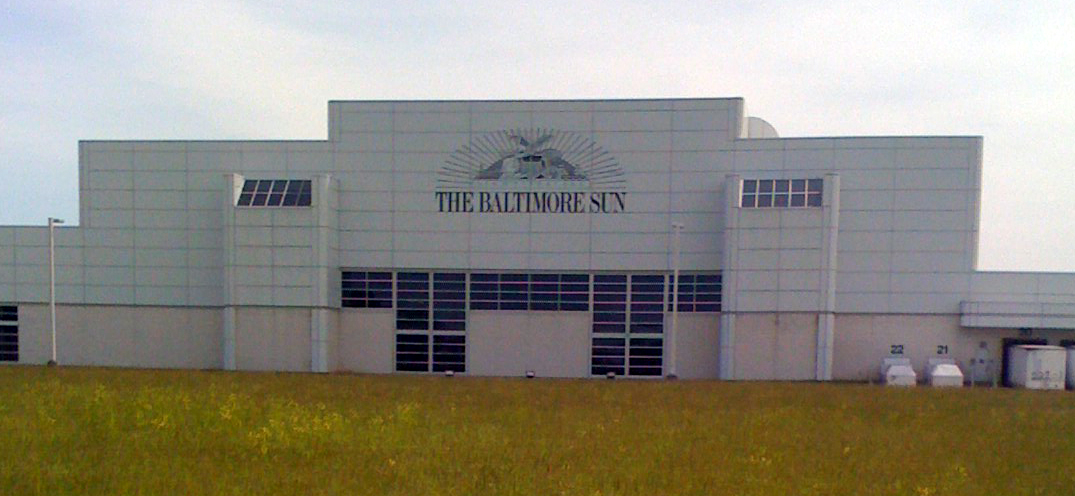
康文顿港的太阳报公园

该报在第一期时是一份仅有四页的小报，于19世纪三十年代中期在巴尔的摩市中心的莱特街（Light Street）21号“铁楼”（Iron Building）印刷。这座建筑在1904年的巴尔的摩大火中被焚毁。1906年，总部搬往查尔斯街和巴尔的摩街（Baltimore street）交叉口，其后近50年，《太阳报》都是在那里出版发行的。1950年，总部搬到了卡佛特街和中心街交叉口处（Calvert and Centre streets）一座更大也更加现代的大楼里。1979年，卡佛特街总部改造了现代化的出版设施，1981年正式启用。
1988年4月，公司耗资1.8亿美元，在康文顿港（Port Covington）修建了占地60英亩的新大楼“太阳报公园”（Sun Park）。

## 流行文化
《太阳报》（职员为虚构）曾出现在HBO的电视剧《火线重案组》第五季当中，该剧由《太阳报》前记者大卫·西蒙编剧，背景即设定在巴尔的摩市。